# Beggars
Beggars es el séptimo álbum de estudio de la banda Thrice. Fue lanzado digitalmente a través de Vagrant Records en el Reino Unido el 9 de agosto de 2009 y en los Estados Unidos el 11 de agosto de 2009. El 15 de septiembre de 2009 se lanzó un lanzamiento físico que contenía material extra.
En la primera semana del lanzamiento físico de Beggars, vendió 11,686 copias. Se ubicó en el número 47 del Billboard 200; se ubicó en otras tres listas de componentes: número 4 en álbumes independientes, número 7 en álbumes alternativos y número 14 en álbumes de rock superior.

## Lista de canciones
| N.º | Título                                          | Duración |  |
| 1.  | «All the World Is Mad»                          | 3:59     |  |
| 2.  | «The Weight»                                    | 5:00     |  |
| 3.  | «Circles»                                       | 4:19     |  |
| 4.  | «Doublespeak»                                   | 4:51     |  |
| 5.  | «In Exile»                                      | 3:53     |  |
| 6.  | «At the Last»                                   | 4:05     |  |
| 7.  | «Wood and Wire»                                 | 4:10     |  |
| 8.  | «Talking Through Glass/We Move Like Swing Sets» | 4:30     |  |
| 9.  | «The Great Exchange»                            | 3:33     |  |
| 10. | «Beggars»                                       | 5:24     |  |

Bonus tracks
| CD edition bonus tracks |                                                |          |  |
| N.º                     | Título                                         | Duración |  |
| 11.                     | «All the World Is Mad» (Free the Robots remix) | 3:58     |  |
| 12.                     | «Answered»                                     | 3:44     |  |
| 13.                     | «Circles» (Textual remix)                      | 4:10     |  |
| 14.                     | «Helter Skelter» (cover de The Beatles)        | 3:18     |  |
| 15.                     | «Red Telephone»                                | 2:35     |  |